# 山本昌弘
山本 昌弘（やまもと まさひろ、1968年7月13日 - ）は日本のボディービルダー。東京都品川区出身・在住。
自己陶酔に陥っているかの様なフリー・ポーズから「ナルシス」の愛称でボディビル・ファンから親しまれている。

## 経歴
デビュー当初から脚の筋量・形で注目されており、同時期に腕の筋量で注目を集めていた山本義徳の「腕の山本」に対して「脚の山本」と呼ばれていた。
当初は脚の迫力に比べ腕の細さが目立っていたが、その後の努力により見劣りしなくなった。
1999年にバイクの交通事故で左足を粉砕骨折する悲劇に見舞われる。その後、治療・リハビリの末2002年にコンテスト復帰。

## コンテスト歴
- 1988年 千葉県ボディビル選手権 ジュニアの部 2位
- 1989年 千葉県ボディビル選手権 8位
- 1992年 東京クラス別ボディビル選手権70kg級 優勝
- 1993年 関東ボディビル選手権 優勝
- 1993年 東京ボディビル選手権 5位
- 1995年 東京ボディビル選手権 7位
- 1995年 東日本ボディビル選手権 5位
- 1996年 IFBBアジア選手権選抜70kg級 2位
- 1996年 東日本ボディビル選手権 2位
- 1996年 東京ボディビル選手権 4位
- 1996年 IFBBアジア選手権70kg級 7位
- 1997年 東京クラス別ボディビル選手権75kg級 優勝
- 1997年 日本クラス別ボディビル選手権75kg級 優勝
- 1997年 IFBBアジア選手権70kg級 2位
- 2002年 日本クラス別ボディビル選手権 5位
- 2002年 東日本オープン75kg級 優勝
- 2003年 日本クラス別ボディビル選手権 3位
- 2003年 ジャパンオープン 優勝
- 2003年 日本ボディビル選手権 7位
- 2004年 日本ボディビル選手権 8位
- 2005年 日本ボディビル選手権 9位